# Порт Пусан
Порт Пусан (кор.: хангиль: 부산항, ханча: 釜山港) — найбільший порт Південної Кореї, розташований у місті Пусан, Південна Корея. Його розташування відоме як гавань Пусана.
Порт посідає шосте місце за обсягом перевезення контейнерів і є найбільшим морським портом Південної Кореї. Портом управляє адміністрація порту Пусана, яка була заснована в 2004 році як публічна компанія. У 2019 році на 10 контейнерних терміналах в Пусані було оброблено близько 22 мільйонів TEU.

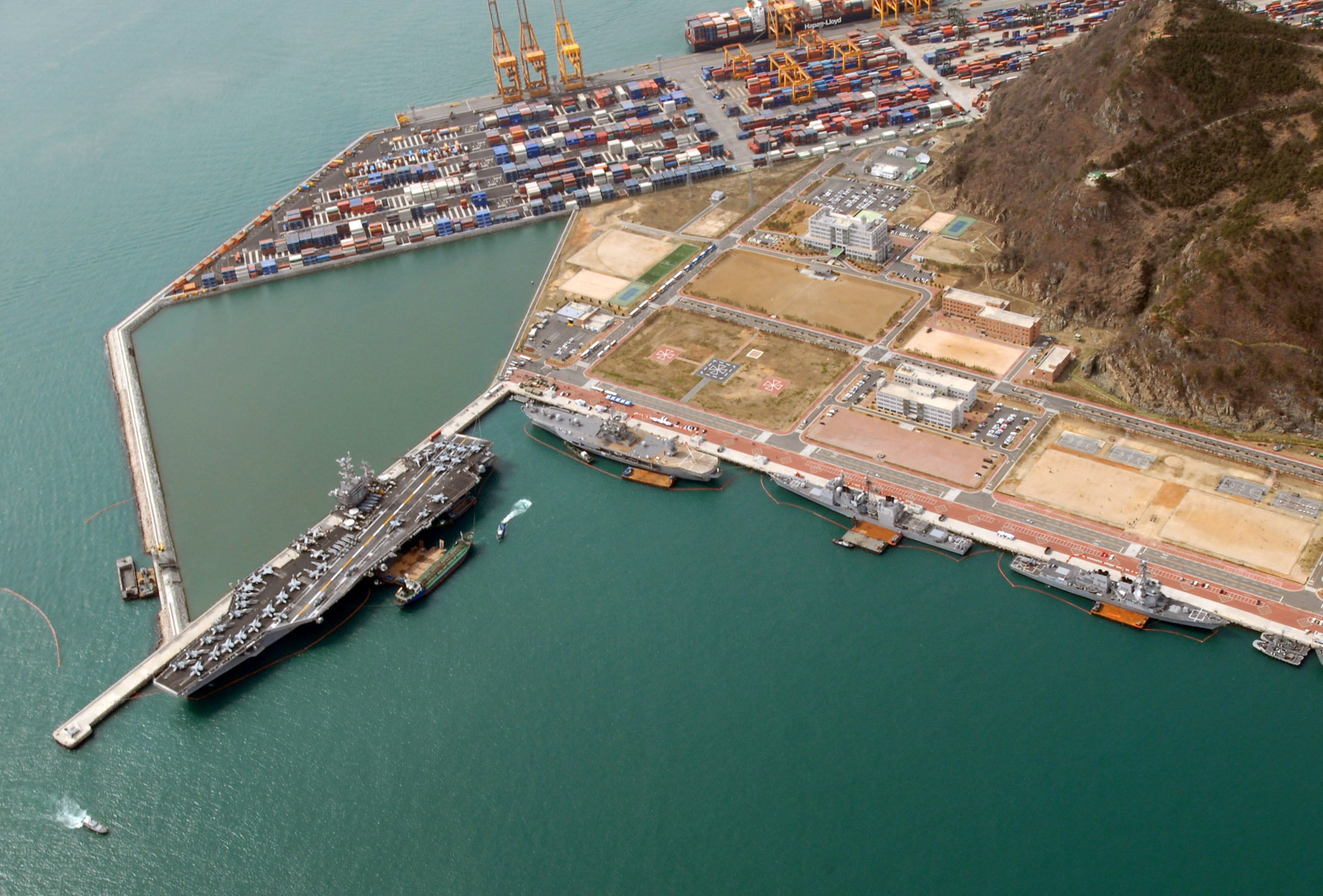
Частина контейнерного терміналу порту Пусан і військово-морської бази Орюк-До

## Історія
Порт Пусан був заснований у 1876 році як невеликий порт із суворою торгівлею між Кореєю, Китаєм та Японією. Він розташований в гирлі річки Нактонган напротив японського острова Цусіма. Під час Корейської війни (1950-1953) Пусан був одним із небагатьох місць, де Північна Корея не вторглася, що змусило військових біженців втекти до міста Пусан. У той час порт Пусана мав вирішальне значення для отримання військових матеріалів та допомоги, таких як тканини та оброблені продукти харчування, щоб зберегти економіку стабільною. У 1970-х роках зростання виробництва взуття та шпону призвело до міграції заводських робітників до Пусана, внаслідок чого населення Пусана зросла з 1,8 мільйона до 3 мільйонів.
Порт Пусан продовжував розвиватися, і до 2003 року порт був четвертим за величиною контейнерним портом у світі. У 1970 році на Південну Корею припадало 0,7% світової торгівлі, але до 2003 року вона зросла до 2,5%. 50% виробничих робочих місць Пусана пов’язані з експортом, а 83% експорту країни припадає на контейнери, що робить Пусан найбільшим контейнерним і генеральним портом країни. У порівнянні з портом Пусан, порт Інчон обробляє лише 7% контейнерів. Легкий доступ до порту Пусан між Японією, Сінгапуром і Гонконгом сприяє його значному зростанню.
На даний момент порт Пусан є п'ятим за завантаженістю контейнерним портом у світі та десятим за завантаженістю портом у Північно-Східній Азії. Його розробляє, керує та керує адміністрація порту Пусана (BPA), заснована в 2004 році. Сьогодні порт Пусана складається з чотирьох портів: Північний порт, Південний порт, порт Гамчхон і порт Дадаепо, міжнародний пасажирський термінал і Гамман. контейнерний термінал. Північний порт надає засоби для обробки пасажирів і вантажів, а за допомогою порту Гамчхон можна обробляти більші обсяги вантажів (Ship Technology). Південний порт є домом для кооперативного рибного ринку Пусана, який є найбільшою рибальською базою в Кореї, і він обробляє 30% загального морського об’єму. Порт Дадаепо, розташований на захід від порту Пусан, в основному обробляє прибережний улов.
У 2007 році порт Пусана обробляв вантажі, що містять добрива, м’ясо, металобрухт, нафту та інші гази, сиру нафту, вугілля, шкіру, жири та олії, залізну руду, необроблену деревину, природний пісок, продукцію мукомольної промисловості та цукор. У 2016 році Південна Корея експортувала загалом 515 мільярдів доларів і імпортувала 398 мільярдів доларів. Основними експортними товарами Південної Кореї є інтегральні схеми, автомобілі, очищена нафта, пасажирські та вантажні судна, а також запчастини до транспортних засобів. Найбільше експортує Південна Корея до Китаю, США, В’єтнаму, Гонконгу та Японії. Імпорт до Південної Кореї в основному надходить з Китаю, Японії, США, Німеччини та інших азійських країн. У 2017 році в Пусані було перероблено понад 20 мільйонів TEU, двадцятифутовий еквівалент (захід, який використовується для оцінки місткості контейнеровозів).
Порт є частиною морського шовкового шляху 21-го століття, який проходить від китайського узбережжя до Сінгапуру, до південного краю Індії до Момбаси, звідти через Червоне море через Суецький канал до Середземного моря, звідти до регіону Верхньої Адріатики до Північний італійський центр Трієст з його зв'язками з Центральною Європою та Північним морем.
Нинішні обсяги перевезень та міське населення відносять Пусан до категорії великих портів, використовуючи Саутгемптонську систему класифікації міст-портів.